# Pterygotrigla andertoni
Pterygotrigla andertoni är en fiskart som beskrevs av Waite, 1910. Pterygotrigla andertoni ingår i släktet Pterygotrigla och familjen knotfiskar. Inga underarter finns listade i Catalogue of Life.